# Walter Hudson
Walter Hudson (Brooklyn, 5 giugno 1944 – Hempstead, 24 dicembre 1991) è stato uno showman e editore statunitense.
Detentore del record per il girovita più largo di sempre (302 centimetri), è stato anche l'uomo vivente più pesante del suo tempo e i suoi 545 chili lo hanno classificato al quinto posto nella lista delle persone più pesanti nella storia.

## Biografia
Nato a Brooklyn, suo padre lo abbandonò quando era piccolo lasciandolo alle cure della madre; fin da piccolo si dimostrò estremamente vorace.
Lasciò la scuola durante la seconda media dopo essersi rotto una gamba e ottenne poi il diploma grazie a insegnamenti privati. Con la madre si trasferì venticinquenne a Hempstead.
Fondò una casa editrice specializzata in riviste dedicate alle persone obese.
Nonostante gli sforzi con l'aiuto del suo medico per perdere peso, morì per un infarto nel 1991 e al momento del decesso pesava 455 chili.